# 붓다 에어
붓다 에어(영어: Buddha Air)는 네팔의 항공사로 본사는 네팔 자왈라킬에 위치해 있으며 1996년에 설립했다. 또한 사용하고 있는 허브 공항으로 트리부반 국제공항이 있으며 주로 산악 지대를 중심으로 운항하고 있다.

## 역사
항공사는 레이시온 비치크래프트 1900D 기종으로 1997년 10월에 설립했다. 항공사의 이름은 많이 존경하고 깨우치는 산스크리트어로 부처님이란 의미로 석가모니에서 유래했다. 또한 항공기의 평균 연령은 4년으로 비교적 짫은 편이다.

## 운항 노선
- 2020년 11월 기준으로 붓다 에어는 다음과 같이 운항하고 있다.

## 보유 기종
- 2020년 3월 기준으로 붓다 에어는 다음과 같이 보유하고 있다.[9]
- 2021년에는 에어버스 A320기종을 도입할 예정이다.